# Tollie Records
Tollie Records — звукозаписывающий лейбл США. Основан в феврале 1964, как субсидируемый лейблом Vee-Jay Records. Закрыт в мае 1965.
Лейбл осуществлял дистрибуцию в США двух синглов группы The Beatles, до того как лейбл Capitol Records взял верх в соперничестве с Vee-Jay Records за права на продажу записей The Beatles в США.
Первым синглом был «Twist and Shout / There’s а Place» (номер по каталогу Tollie 9001), выпущенный в феврале 1964, среди нарастающего в это время в США шквала битломании. Песня «Twist and Shout» поднялась до 2-й позиции в чарте синглов «Billboard’s Top 40 Hit Singles chart», песня со стороны «Б» — «There’s а Place» — достигла 74-й позиции; в это же время первые пять строчек чарта синглов занимали только записи The Beatles («Can't Buy Me Love», Capitol, #1; «She Loves You», Swan, #3; «I Want To Hold Your Hand», Capitol, #4; «Please Please Me», Vee-Jay, #5).
Второй сингл с записями The Beatles — «Love Me Do / P.S. I Love You» (номер по каталогу Tollie 9008) — был выпущен в апреле 1964. «Love Me Do» поднялась на 1-ю позицию в чарте Billboard, «P.S. I Love You» достигла 10-го места.
Хотя всего лейбл выпустил за время своего существования 48 синглов, синглы с записями The Beatles были единственными, тираж которых достиг миллиона или более экземпляров (million-sellers).
Вторым изданием лейбла (после синглов The Beatles) стал сингл с кавер-версиями, записанными группой The Dowlands, опять же включая одну из песен The Beatles — «All My Loving / Hey Sally» (номер по каталогу Tollie 9002). Сингл The Dowlands, после редактирования, спродюсированного Джо Миком (Joe Meek), достиг в Великобритании 24-го места в чартах. Аранжировка и звучание были практически точной копией записи, сделанной Джорджем Мартином и The Beatles.
Более ранние попытки лейбла Vee-Jay издать некоторые из ранних записей The Beatles летом 1963 года провалились в чартах в США — например, «From Me To You» не поднялась выше, чем 47-я позиция в одном из американских северо-западных чартов (KISN Radio в Портленде, Орегон) в конце августа 1963.